# Ґранати (Куявсько-Поморське воєводство)
Ґранати (пол. Granaty, нім. Granaten) — село в Польщі, у гміні Сведзебня Бродницького повіту Куявсько-Поморського воєводства.
Населення — 106 осіб (2011).
У 1975-1998 роках село належало до Торунського воєводства.

## Демографія
Демографічна структура станом на 31 березня 2011 року:
|          | Загалом | Допрацездатний вік | Працездатний вік | Постпрацездатний вік |
| -------- | ------- | ------------------ | ---------------- | -------------------- |
| Чоловіки | 56      | 14                 | 33               | 9                    |
| Жінки    | 50      | 11                 | 23               | 16                   |
| Разом    | 106     | 25                 | 56               | 25                   |